# Cork (okrug)
Okrug Kork (en. County Cork, irs. Contae Chorcaí) je jedan od 32 povijesna okruga na otoku Irskoj, smješten u njegovom jugozapadnom dijelu, u pokrajini Cúige Mumhan (Munster).
Danas je okrug Kork jedan od 26 službenih okruga Republike Irske, kao osnovnih upravnih jedinica u državi. Sjedište okruga je istoimeni grad Cork, koji je upravno izdvojen iz okruga, ali i dalje vrši uloga okružnog sjedišta.